# 산지 & 주니오르
산지 & 주니오르(Sandy & Junior)는 브라질의 팝 듀오이다. 산지와 주니오르는 남매 사이다.

## 같이 보기
- 리믹스 음반